# Francesco Vaccaro (giurista)
Francesco Vaccaro (Cosenza, 18 marzo 1900 – Cosenza, 26 agosto 1977) è stato un giurista, avvocato e politico italiano.

## Biografia
Nacque nel 1900 da Luigi, avvocato, e Giuseppina Mosciaro, di famiglia arbëreshe, ultimo di dodici figli, e dopo gli studi classici al liceo Bernardino Telesio di Cosenza, conseguì nel 1923 la laurea in giurisprudenza presso l'Università di Messina. Esercitò subito l'avvocatura presso lo studio di Pietro Mancini e poi nei propri studi a Cosenza e a Soveria Mannelli, dove fu per molti anni impiegato nella pretura.
Militante nel Partito Socialista Italiano dal 1920, venne aggredito dagli squadristi nel 1924, mentre si apprestava a uscire dal tribunale in seguito alla condanna ottenuta nei confronti di alcuni fascisti. Fu redattore responsabile del giornale «La Parola Socialista» e corrispondente dell'«Avanti!». Controllato dalla polizia fascista come "sovversivo", venne arrestato per alcuni giorni nel 1926 insieme ad altri socialisti cosentini.
Nel 1943 partecipò insieme a Florindo De Luca alla fondazione del Comitato di liberazione nazionale di Cosenza. Dopo l'occupazione della città da parte della truppe alleate il 20 novembre 1943, venne nominato commissario prefettizio del comune e poi sindaco dall'11 febbraio 1945.
Fu con Nicola Serra tra i promotori dei primi corsi universitari tenuti a Cosenza e nel 1947 contribuì alla fondazione del Circolo di cultura città di Cosenza. Autore di vari saggi giuridici, dal 1944 al 1945 diresse il Bollettino della Società di Storia Patria per le Calabrie e nel 1947 fondò la rivista trimestrale Il Foro Cosentino, rimasta in attività fino al 1976.
Alle prime elezioni democratiche del 1946 venne eletto consigliere comunale e l'anno seguente aderì al Partito Socialista dei Lavoratori Italiani (Partito Socialista Democratico Italiano). Sedette ininterrottamente nel consiglio comunale fino al 1961. Fu sindaco e vicepresidente della Cassa di Risparmio di Calabria e Lucania negli anni sessanta e membro dell'Accademia Cosentina.
Morì a Cosenza all'età di settantasette anni.

## Opere (selezione)
- Avvocati, giuristi e magistrati cosentini (dal 1200 al 1800), Edizioni V. Serafino, 1934.
- Il foro cosentino in memoria dell'avv. Vincenzo Valentini, D. Chiappetta, 1939.